# Jean-Pierre Darroussin
Jean-Pierre Darroussin (Courbevoie, 4. december, 1953) er en fransk skuespiller og filminstruktør. Som skuespiller har han medvirket i både komedier og dramaer.

## Liv og arbejde
Jean-Pierre Darroussin kommer fra en beskeden familie i Courbevoie. Hans mor var hjemmegående, hans far var tinsmed og kommunist, hvilket førte Darroussin til venstreproletarierne (Gauche prolétarienne) i 1960'erne, hvor han grundlagde en militant kooperativ af pressebude.

### Uddannelse
Mens han gik i skole på lycée Paul-Lapie opdagede han sin lidenskab for scenen og skuespil. Efter at have fulgt kurser på cours Florent, og fra 1975 på l'école de la rue Blanche, blev han i tredje forsøg optaget på Conservatoire national supérieur d'art dramatique (CNSAD), i en klasse hvor han mødte Catherine Frot og Ariane Ascaride. Via den sidste mødte han Robert Guédiguian, som han senere samarbejdede med. I begyndelsen af hans karriere spillede han mestendels biroller i film af etablerede instruktører som Georges Lautner, Philippe de Broca og Jacques Deray.

### 1980erne til 2000erne
Fra 1978 til 1986 arbejdede Darroussin på teatret, blandt andet i gruppen Compagnie du Chapeau Rouge af Pierre Pradinas med sin samspiller Catherine Frot.
Filmen Psy gjorde ham kendt til den brede offentlighed i 1980.
I 1985 spillede han for første gang i en film af Robert Guédiguian: Ki lo sa som blev startskuddet af et frugtbart mangeårigt samarbejde imellem de to.
I 1997 blev han belønnet med en César for bedste mandlige birolle i filmen Un air de famille af Cédric Klapisch. I 1998 spillede han hans første hovedrolle i Le Poulpe af Guillaume Nicloux, senere i 15 août og Le Cœur des hommes.

### 2010erne
I 2011 resulterede hans møde med Daniel Auteuil i et nyt samarbejde, med Auteuil for første gang bag kameraet, i den dramatiske komedie Brøndgraverens datter, en genindspilning af den eponyme bog af Marcel Pagnol. Dette førte i 2013 til den prestigefyldte rolle Honoré Panisse, maître voilier du Vieux-Port, i Marius , og Fanny, de to første dele af en ny filmversion (instrueret af Daniel Auteuil) af den velkendte skuespil-trilogi trilogie marseillaise af Marcel Pagnol.
Ud over Robert Guédiguian og Daniel Auteuil har Darroussin flere gange arbejdet sammen med instruktører som Bertrand Blier, Cédric Klapisch, François Dupeyron, Jeanne Labrune, Marc Esposito og Michel Munz-Gérard Bitton.

### Filminstruktør
Som instruktør debuterede Darroussin i 1992 med C ' est trop con, en kort film, der blev produceret af Robert Guédiguian. I 2006 vendte han tilbage som instruktør med dramaet Le Pressentiment, hans første fuldgyldige spillefilm, under vingerne af Agat Film & Cie, Robert Guédiguians produktionsselskab.

## Filmografi

### Instruktør
- 1992: C ' est trop con (kort film) med Nathalie Richard og Patrick Bonnel
- 2006: Le Pressentiment af Jean-Pierre Darroussin, Valérie Stroh, Hippolyte Girardot og Nathalie Richard, på en roman af Emmanuel Bove

### Skuespiller
- 1979: Coup de tête af Jean-Jacques Annaud
- 1980: Psy (Philippe de Broca)
- 1980: Celles qu'on n'a pas eues (Pascal Thomas)
- 1981: Est-ce bien raisonnable? (Georges Lautner)
- 1984: Notre histoire af Bertrand Blier
- 1985: Tranches de vie (François Leterrier)
- 1985: Ki lo sa ? af Robert Guédiguian
- 1985: On ne meurt que deux fois (Jacques Deray)
- 1985: Elsa, Elsa (Didier Haudepin)
- 1988: Mes meilleurs copains (Jean-Marie Poiré)
- 1989: Dieu vomit les tièdes af Robert Guédiguian
- 1990: Mado, poste restante (Aleksandr Adabasjan)
- 1991: Cauchemar blanc af Mathieu Kassovitz
- 1992: Riens du tout af Cédric Klapisch
- 1992: Cuisine et dépendances (Philippe Muyl)
- 1993: L'argent fait le bonheur af Robert Guédiguian
- 1994: L'Eau froide (Olivier Assayas)
- 1994: Cache-cash (Claude Pinoteau)
- 1995: Le Fabuleux destin de Madame Petlet (Camille de Casabianca)
- 1995: À la vie, à la mort ! af Robert Guédiguian
- 1995: Mon homme af Bertrand Blier
- 1996: Un air de famille af Cédric Klapisch
- 1997: On connaît la chanson (Alain Resnais)
- 1997: Marius et Jeannette af Robert Guédiguian
- 1998: Si je t'aime, prends garde à toi (Jeanne Labrune)
- 1998: Le Poulpe (Guillaume Nicloux)
- 1998: À la place du cœur af Robert Guédiguian
- 1998: Qui plume la lune ? (Christine Carrière)
- 1999: C'est quoi la vie? (François Dupeyron)
- 1999: Inséparables (Michel Couvelard)
- 1999: La Bûche (Danièle Thompson)
- 1999: Le Goût des autres (Agnès Jaoui)
- 1999: À l'attaque ! af Robert Guédiguian
- 2000: Ça ira mieux demain (Jeanne Labrune)
- 2000: Byen er stille af Robert Guédiguian
- 2001: 15 août (Patrick Alessandrin)
- 2001: L'Art (délicat) de la séduction (Richard Berry)
- 2001: Une affaire privée (Guillaume Nicloux)
- 2001: Marie-Jo et ses deux amours af Robert Guédiguian
- 2001: C'est le bouquet ! (Jeanne Labrune)
- 2002: Pas d'histoires! 12 regards sur le racisme au quotidien (collectieve film) : korte film Poitiers, voiture 11 (François Dupeyron og Yves Angelo)
- 2002: Mille millièmes, fantaisie immobilière (Rémi Waterhouse)
- 2002: Ah ! si j'étais riche (Michel Munz og Gérard Bitton)
- 2003: Le Coeur des hommes (Marc Esposito)
- 2003: Mon père est ingénieur af Robert Guédiguian
- 2004: Feux rouges (Cédric Kahn)
- 2004: Cause toujours ! (Jeanne Labrune)
- 2005: Un long dimanche de fiançailles (Jean-Pierre Jeunet)
- 2005: Combien tu m'aimes ? (Bertrand Blier)
- 2005: Saint-Jacques... La Mecque (Coline Serreau)
- 2005: Le Cactus (Gérard Bitton og Michel Munz)
- 2006: Le Voyage en Arménie af Robert Guédiguian
- 2006: Le Pressentiment af Jean-Pierre Darroussin
- 2007: Dialogue avec mon jardinier (Jean Becker)
- 2007: Fragile(s) (Martin Valente)
- 2007: J'attends quelqu'un (Jérôme Bonnell)
- 2007: Le Cœur des hommes 2 (Marc Esposito)
- 2008: Lady Jane af Robert Guédiguian
- 2008: Le Voyage aux Pyrénées (Arnaud og Jean-Marie Larrieu)
- 2008: Les Grandes Personnes (Anna Novion)
- 2009: Erreur de la banque en votre faveur (Michel Munz og Gérard Bitton)
- 2009: L'Armée du crime af Robert Guédiguian
- 2009: Rien de personnel (Mathias Gokalp)
- 2010: L'Immortel (Richard Berry)
- 2010: La Dame de trèfle (Jérôme Bonnell)
- 2010: Holiday (Guillaume Nicloux)
- 2011: La Fille du puisatier (Daniel Auteuil)
- 2011: De bon matin (Jean-Marc Moutout)
- 2011: Kilimanjaros sne af Robert Guédiguian
- 2011: Miraklet i le Havre af Aki Kaurismäki
- 2013: Rendez-vous i Kiruna (Anna Novion)
- 2013: Marius (Daniel Auteuil)
- 2013: Fanny (Daniel Auteuil)
- 2013: Le Cœur des hommes 3 (Marc Esposito)
- 2013: Mon âme par toi guérie (François Dupeyron)
- 2014: La Ritournelle (Marc Fitoussi)
- 2014: Le Fil d'Ariane af Robert Guédiguian
- 2014: Bon Rétablissement! af Jean Becker
- 2015: Coup de chaud (Raphaël Jacoulot)
- 2016: Une vie af Stéphane Brizé

## Priser
- 1997: Un air de famille : César for bedste mandlige birolle
- 2006: Le Pressentiment : Prix-Louis Delluc du premier film